# 井原郵便局
井原郵便局（いばらゆうびんきょく）
- 岡山県井原市にある郵便局。本記事にて記述する。
- 広島県広島市安佐北区にある郵便局。局番号は51061。
- 島根県邑智郡邑南町にある郵便局。局番号は53148。

井原郵便局（いばらゆうびんきょく）は、岡山県井原市にある郵便局。民営化前の分類では集配普通郵便局であった。

## 所在地
〒715-8799 岡山県井原市七日市町2

### 出張所（局外ATM）
民営化前は以下の場所に出張所としてATMを設置していた。現在も同じ場所にATMがあるが、管理はゆうちょ銀行広島支店となっている。
- ゆめタウン井原内出張所

## 沿革
- 1879年（明治12年）3月16日 - 井原郵便局（五等）として開設[1]。
- 1882年（明治15年）8月16日 - 為替・貯金取扱を開始。
- 1885年（明治18年）6月30日 - 為替取扱を廃止。
- 1885年（明治18年）7月1日 - 井原郵便受取所となる。
- 1886年（明治19年）5月15日 - 貯金取扱を廃止。
- 1893年（明治26年）4月1日 - 井原郵便局となる。
- 1895年（明治28年）3月11日 - 井原郵便電信局となる。
- 1903年（明治36年）4月1日 - 通信官署官制の施行に伴い井原郵便局となる。
- 1949年（昭和24年）5月11日 - 特定郵便局から普通郵便局に局種別改定[2]。
- 1956年（昭和31年）5月16日 - 木之子郵便局および高屋郵便局から集配業務を移管。
- 1956年（昭和31年）10月1日 - 電話通話および和文電報受付事務の取扱を開始[3]。
- 1985年（昭和60年）6月10日 - 井原市井原町[4]から、同市七日市町に局舎を新築、移転。
- 1999年（平成11年） - 外国通貨の両替および旅行小切手の売買に関する業務取扱を開始。
- 2007年（平成19年）10月1日 - 民営化に伴い、併設された郵便事業井原支店に一部業務を移管。
- 2012年（平成24年）10月1日 - 日本郵便株式会社発足に伴い、郵便事業井原支店を井原郵便局に統合。
- 2018年（平成30年）3月12日 - 芳井郵便局から集配業務を移管。

## 取扱内容
- 郵便、印紙、ゆうパック、内容証明
- 貯金、為替、振替、振込、国際送金、国債、投資信託
- 生命保険、バイク自賠責保険、自動車保険
- ゆうちょ銀行ATM
- 井原市内の一部地域（〒715-00xx、715-85xx、715-86xx、715-87xx、714-21xx、714-22xx、714-23xx）の集配業務
- ゆうゆう窓口

## 周辺
- 井原市役所
- 井原消防署
- 井原市民会館
- 井原市中央公民館
- 国道313号
- 小田川

## アクセス
- 井原鉄道井原線 井原駅から徒歩約7分
- 井笠鉄道バス 井原郵便局停留所または備北バス 郵便局前停留所下車
- 山陽自動車道 笠岡ICから北西へ約9.5km
- 国道486号 井原中央交差点を南へ折れてすぐ
- 駐車場あり：8台